# Nav

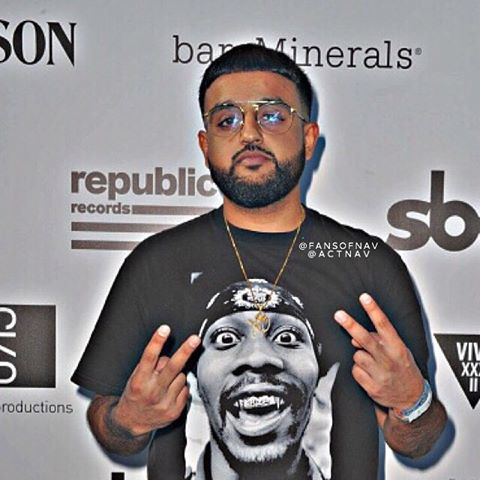
Nav (2017)

Navraj Singh Goraya (* 3. November 1989 in Toronto, Ontario) ist ein kanadischer Rapper, Musikproduzent und Songwriter mit indischen Wurzeln. Besser bekannt ist er unter seinem Pseudonym Nav, oder früher beatsbynav oder navrashbeats. Er steht bei XO und Republic Records unter Vertrag.

## Leben und Werdegang
Nav fing in der Schulzeit an Beats zu produzieren. Auf seiner Schule machten einige Schüler Mashups zu bekannten Songs, wodurch sein Interesse für das produzieren von Musik geweckt wurde.
2015 lud er seine Beats auf SoundCloud hoch, wodurch er erste Aufmerksamkeit erlangte. Im Juli veröffentlichte Drake den Disstrack Back To Back, der gegen Meek Mill gerichtet war. Nav wirkte beim Track als Songwriter mit. Gleichzeitig war es wahrscheinlich bis dato sein größter Erfolg in der Musikbranche. Im September erschien dann der Song Take Me Simple, wo man Nav erstmals als Rapper hört. Der Song verbuchte großen Erfolg. Auf SoundCloud wurde das Debüt mehr als 13,5 Millionen Mal gestreamt.
Im Februar 2017 wurde Nav beim Musiklabel von The Weeknd XO unter Vertrag genommen. Daraufhin folgten die zwei Mixtapes NAV und Perfect Timing. Letztes wurde in Zusammenarbeit mit Metro Boomin produziert.
Ende April 2018 kündigte er sein Projekt Reckless an, welches am 18. Mai erschienen ist.

## Diskografie

### Alben
| Jahr | Titel                      | Höchstplatzierung, Gesamtwochen, AuszeichnungChartplatzierungen (Jahr, Titel, Platzierungen, Wochen, Auszeichnungen, Anmerkungen) | Höchstplatzierung, Gesamtwochen, AuszeichnungChartplatzierungen (Jahr, Titel, Platzierungen, Wochen, Auszeichnungen, Anmerkungen) | Höchstplatzierung, Gesamtwochen, AuszeichnungChartplatzierungen (Jahr, Titel, Platzierungen, Wochen, Auszeichnungen, Anmerkungen) | Höchstplatzierung, Gesamtwochen, AuszeichnungChartplatzierungen (Jahr, Titel, Platzierungen, Wochen, Auszeichnungen, Anmerkungen) | Anmerkungen                                                  |
| Jahr | Titel                      | DE | CH | UK | US | Anmerkungen                                                  |
| ---- | -------------------------- | --- | --- | --- | --- | ------------------------------------------------------------ |
| 2017 | Nav                        | — | — | — | US24 Gold · (45 Wo.)US | Erstveröffentlichung: 24. Februar 2017 Mixtape               |
| 2017 | Perfect Timing             | — | — | UK61 (1 Wo.)UK | US13 Gold · (32 Wo.)US | Erstveröffentlichung: 21. Juli 2017 Mixtape mit Metro Boomin |
| 2018 | Reckless                   | — | — | UK24 (2 Wo.)UK | US8 Gold · (18 Wo.)US | Erstveröffentlichung: 18. Mai 2018                           |
| 2019 | Bad Habits                 | — | — | UK26 (2 Wo.)UK | US1 Gold · (30 Wo.)US | Erstveröffentlichung: 22. März 2019                          |
| 2020 | Good Intentions            | DE92 (1 Wo.)DE | CH27 (1 Wo.)CH | UK18 (1 Wo.)UK | US1 (13 Wo.)US | Erstveröffentlichung: 8. Mai 2020                            |
| 2020 | Emergency Tsunami          | — | — | — | US6 (4 Wo.)US | Erstveröffentlichung: 6. November 2020                       |
| 2022 | Demons Protected by Angels | — | CH92 (1 Wo.)CH | UK55 (1 Wo.)UK | US2 (6 Wo.)US | Erstveröffentlichung: 9. September 2022                      |
| 2025 | OMW2 Rexdale               | — | — | — | US37 (1 Wo.)US | Erstveröffentlichung: 25. März 2025                          |

### Singles als Leadmusiker
| Jahr | Titel Album                            | Höchstplatzierung, Gesamtwochen, AuszeichnungChartplatzierungen (Jahr, Titel, Album, Platzierungen, Wochen, Auszeichnungen, Anmerkungen) | Höchstplatzierung, Gesamtwochen, AuszeichnungChartplatzierungen (Jahr, Titel, Album, Platzierungen, Wochen, Auszeichnungen, Anmerkungen) | Höchstplatzierung, Gesamtwochen, AuszeichnungChartplatzierungen (Jahr, Titel, Album, Platzierungen, Wochen, Auszeichnungen, Anmerkungen) | Höchstplatzierung, Gesamtwochen, AuszeichnungChartplatzierungen (Jahr, Titel, Album, Platzierungen, Wochen, Auszeichnungen, Anmerkungen) | Anmerkungen                                                         |
| Jahr | Titel Album                            | AT | CH | UK | US | Anmerkungen                                                         |
| --- | -------------------------------------- | --- | --- | --- | --- | ------------------------------------------------------------------- |
| 2017 | Wanted You Reckless                    | — | — | UK— SilberUK | US64 ×2Doppelplatin · (7 Wo.)US | Erstveröffentlichung: 3. November 2017 feat. Lil Uzi Vert           |
| 2018 | Champion Reckless                      | — | — | UK— SilberUK | US86 ×2Doppelplatin · (1 Wo.)US | Erstveröffentlichung: 26. Juni 2018 feat. Travis Scott              |
| 2019 | Tap Bad Habits                         | — | — | — | US87 ×2Doppelplatin · (10 Wo.)US | Erstveröffentlichung: 7. Mai 2019 feat. Meek Mill                   |
| 2020 | Turks Good Intentions                  | AT75 (1 Wo.)AT | CH63 (2 Wo.)CH | UK54 (2 Wo.)UK | US17 ×2Doppelplatin · (11 Wo.)US | Erstveröffentlichung: 28. Februar 2020 mit Gunna feat. Travis Scott |
| 2022 | Never Sleep Demons Protected by Angels | — | — | UK95 (1 Wo.)UK | US50 (3 Wo.)US | Erstveröffentlichung: 29. Juli 2022 mit Travis Scott & Lil Baby     |
| Folgende Lieder erschienen nicht als Single, wurden aber durch das Album zum Download und Streaming bereitgestellt und konnten somit eine Platzierung erlangen: |                                        | | | | |                                                                     |
| |                                        | | | | |                                                                     |
| 2019 | Price on My Head Bad Habits            | — | — | UK91 (1 Wo.)UK | US72 (1 Wo.)US | Videoauskopplung: 27. März 2019 feat. The Weeknd                    |
| 2020 | Don’t Need Friends Emergency Tsunami   | — | — | — | US65 (1 Wo.)US | Charteinstieg: 21. November 2020 feat. Lil Baby                     |
| 2020 | Young Wheezy Emergency Tsunami         | — | — | — | US84 (1 Wo.)US | Charteinstieg: 21. November 2020 mit Gunna                          |

Weitere Singles
- 2016: Myself (UK: Silber; US: ×3Dreifachplatin )
- 2017: Some Way (UK: Silber; US: ×2Doppelplatin )
- 2017: Call Me (mit Metro Boomin, US: Platin)

### Singles als Gastmusiker
| Jahr | Titel Album                                       | Höchstplatzierung, Gesamtwochen, AuszeichnungChartplatzierungen (Jahr, Titel, Album, Platzierungen, Wochen, Auszeichnungen, Anmerkungen) | Höchstplatzierung, Gesamtwochen, AuszeichnungChartplatzierungen (Jahr, Titel, Album, Platzierungen, Wochen, Auszeichnungen, Anmerkungen) | Höchstplatzierung, Gesamtwochen, AuszeichnungChartplatzierungen (Jahr, Titel, Album, Platzierungen, Wochen, Auszeichnungen, Anmerkungen) | Höchstplatzierung, Gesamtwochen, AuszeichnungChartplatzierungen (Jahr, Titel, Album, Platzierungen, Wochen, Auszeichnungen, Anmerkungen) | Höchstplatzierung, Gesamtwochen, AuszeichnungChartplatzierungen (Jahr, Titel, Album, Platzierungen, Wochen, Auszeichnungen, Anmerkungen) | Anmerkungen                                                                          |
| Jahr | Titel Album                                       | DE | AT | CH | UK | US | Anmerkungen                                                                          |
| --- | ------------------------------------------------- | --- | --- | --- | --- | --- | ------------------------------------------------------------------------------------ |
| 2016 | Beibs in the Trap Birds in the Trap Sing McKnight | — | — | — | UK— SilberUK | US90 ×3Dreifachplatin · (3 Wo.)US | Erstveröffentlichung: 2. September 2016 Travis Scott feat. Nav                       |
| 2020 | Lemonade B4 the Storm                             | DE2 Platin · (36 Wo.)DE | AT2 (36 Wo.)AT | CH3 (40 Wo.)CH | UK1 ×2Doppelplatin · (34 Wo.)UK | US6 ×4Vierfachplatin · (29 Wo.)US | Erstveröffentlichung: 14. August 2020 Internet Money & Gunna feat. Don Toliver & Nav |
| Folgende Lieder erschienen nicht als Single, wurden aber durch das Album zum Download und Streaming bereitgestellt und konnten somit eine Platzierung erlangen: |                                                   | | | | | |                                                                                      |
| |                                                   | | | | | |                                                                                      |
| 2018 | Dance for Me Memories Don’t Die                   | — | — | — | — | US61 (2 Wo.)US | Tory Lanez feat. Nav                                                                 |
| 2018 | Off White Vlone Drip Harder                       | — | — | — | — | US54 Gold · (1 Wo.)US | Lil Baby & Gunna feat. Lil Durk & Nav                                                |
| 2019 | Baguettes in the Face Perfect Ten                 | — | — | — | UK— SilberUK | US81 Platin · (6 Wo.)US | Mustard feat. Nav, Playboi Carti & A Boogie wit da Hoodie                            |
| 2020 | Leaders Lil Uzi Vert vs. the World 2              | — | — | — | — | US72 (1 Wo.)US | Lil Uzi Vert feat. Nav                                                               |
| 2021 | Kukoc Flu Game                                    | — | — | — | UK61 (2 Wo.)UK | — | Charteinstieg: 29. April 2021 AJ Tracey feat. Nav                                    |
| 2023 | Calling Spider-Man: Across The Spider-Verse       | — | — | — | UK56 (4 Wo.)UK | US41 (6 Wo.)US | Charteinstieg: 15. Juni 2023 Metro Boomin feat. Swae Lee & Nav                       |

Weitere Gastbeiträge
- 2018: Maintain (Belly feat. Nav)

## Auszeichnungen für Musikverkäufe
| Goldene Schallplatte - Australien - 2024: für das Lied Calling - Brasilien - 2020: für die Single Beibs in the Trap - 2024: für die Single Turks - 2024: für das Lied Baguettes in the Face - Dänemark - 2023: für die Single Beibs in the Trap - Kanada - 2018: für das Album Perfect Timing - 2018: für das Album NAV - 2019: für die Single Off White Vlone - 2019: für das Album Bad Habits - 2020: für die Single Held Me Down - 2020: für das Lied Faith - 2021: für das Lied Don’t Need Friends - 2023: für die Single Never Sleep - 2024: für die Single Maintain - Mexiko - 2021: für die Single Lemonade - Neuseeland - 2019: für die Single Beibs in the Trap - 2020: für die Single Wanted You - Portugal - 2020: für die Single Champion - Spanien - 2024: für die Single Lemonade | Platin-Schallplatte - Australien - 2021: für die Single Beibs in the Trap - Brasilien - 2024: für das Lied Calling - Griechenland - 2021: für die Single Lemonade - Italien - 2021: für die Single Lemonade - Kanada - 2018: für die Single Bali - 2018: für das Lied Up - 2019: für das Lied Minute - 2019: für die Single Freshman List - 2019: für das Lied Price On My Head - 2020: für das Album Bad Habits - 2020: für das Album Reckless - 2020: für die Single Call Me - 2020: für die Single Turks - Polen - 2021: für die Single Lemonade - Vereinigte Staaten - 2022: für das Lied Up - 2024: für das Lied Minute | 2× Platin-Schallplatte - Belgien - 2023: für die Single Lemonade - Dänemark - 2025: für die Single Lemonade - Kanada - 2018: für die Single Beibs in the Trap - 2019: für die Single Some Way - 2020: für die Single Myself - 2020: für die Single Champion - 2020: für die Single Tap 3× Platin-Schallplatte - Australien - 2021: für die Single Lemonade - Portugal - 2021: für die Single Lemonade 3× Platin-Schallplatte - Kanada - 2020: für die Single Wanted You 4× Platin-Schallplatte - Kanada - 2021: für die Single Lemonade - Neuseeland - 2024: für die Single Lemonade Diamantene Schallplatte - Brasilien - 2024: für die Single Lemonade - Frankreich - 2022: für die Single Lemonade |

Anmerkung: Auszeichnungen in Ländern aus den Charttabellen bzw. Chartboxen sind in ebendiesen zu finden.
| Land/RegionAuszeichnungen für Musikverkäufe (Land/Region, Auszeichnungen, Verkäufe, Quellen) | Silber     | Gold       | Platin       | Diamant     | Verkäufe   | Quellen             |
| -------------------------------------------------------------------------------------------- | ---------- | ---------- | ------------ | ----------- | ---------- | ------------------- |
| Australien (ARIA)                                                                            | —          | Gold1      | 4× Platin4   | —           | 315.000    | aria.com.au         |
| Belgien (BRMA)                                                                               | —          | —          | 2× Platin2   | —           | 80.000     | ultratop.be         |
| Brasilien (PMB)                                                                              | —          | 3× Gold3   | Platin1      | Diamant1    | 270.000    | pro-musicabr.org.br |
| Dänemark (IFPI)                                                                              | —          | Gold1      | 2× Platin2   | —           | 225.000    | ifpi.dk DK2         |
| Deutschland (BVMI)                                                                           | —          | —          | Platin1      | —           | 400.000    | musikindustrie.de   |
| Frankreich (SNEP)                                                                            | —          | —          | —            | Diamant1    | 333.333    | snepmusique.com     |
| Griechenland (IFPI)                                                                          | —          | —          | Platin1      | —           | 20.000     | Einzelnachweise     |
| Italien (FIMI)                                                                               | —          | —          | Platin1      | —           | 70.000     | fimi.it             |
| Kanada (MC)                                                                                  | —          | 9× Gold9   | 26× Platin26 | —           | 2.440.000  | musiccanada.com     |
| Mexiko (AMPROFON)                                                                            | —          | Gold1      | —            | —           | 30.000     | amprofon.com.mx     |
| Neuseeland (RMNZ)                                                                            | —          | 2× Gold2   | 4× Platin4   | —           | 150.000    | radioscope.co.nz    |
| Polen (ZPAV)                                                                                 | —          | —          | Platin1      | —           | 50.000     | olis.pl             |
| Portugal (AFP)                                                                               | —          | Gold1      | 3× Platin3   | —           | 35.000     | Einzelnachweise     |
| Spanien (Promusicae)                                                                         | —          | Gold1      | —            | —           | 30.000     | elportaldemusica.es |
| Vereinigte Staaten (RIAA)                                                                    | —          | 5× Gold5   | 24× Platin24 | —           | 26.500.000 | riaa.com            |
| Vereinigtes Königreich (BPI)                                                                 | 6× Silber6 | —          | 2× Platin2   | —           | 2.400.000  | bpi.co.uk           |
| Insgesamt                                                                                    | 6× Silber6 | 24× Gold24 | 72× Platin72 | 2× Diamant2 |            |                     |